# Dicranomyia tricholabis
Dicranomyia tricholabis är en tvåvingeart som beskrevs av Edwards 1926. Dicranomyia tricholabis ingår i släktet Dicranomyia och familjen småharkrankar. Inga underarter finns listade i Catalogue of Life.